# Svatogothardská Lhota
Svatogothardská Lhota je osada, část města Hořice v okrese Jičín. Nachází se asi 2 km na východ od Hořic. V roce 2009 zde bylo evidováno 5 adres. V roce 2001 zde trvale žil jeden obyvatel.
Svatogothardská Lhota leží v katastrálních územích Březovice o výměře 2,35 km2 a Doubrava o výměře 2,24 km2.